# Fiat Tipo
De Fiat Tipo is een compact automodel van autofabrikant FIAT, welke werd geproduceerd van 1988 tot en met 1995. Vanaf 2016 heeft Fiat een nieuwe versie van deze auto uitgebracht.

## Tipo
Vanwege het ruime interieur (max. kofferruimte bij neergeklapte achterbank 1100 liter, totale binnenruimte bedraagt 3700 liter) en de innovatieve ideeën werd de auto in het jaar na de introductie tot auto van het jaar (1989) gekozen. Van de problemen met de carrosserie bij eerdere modellen had Fiat geleerd en verkocht de Tipo met een carrosserie die voor een deel verzinkt was. Totaal 23 m² van het plaatwerk was verzinkt. De auto kwam in oktober 1988 voor het eerst op de markt. Vanwege een grote keuze in modellen en uitvoeringen kende de Tipo een brede kopersgroep. Het was de opvolger van de Fiat Ritmo.
In Nederland waren er in het begin de volgende uitvoeringen:
- een 1.4 liter- en een 1.6 liter benzinemotor.
- een 1.7 liter dieselmotor
- een 1.9 liter turbodieselmotor.

Later kwam daar een 2.0 liter benzinemotor met twee kleppen per cilinder bij (modeljaar 1991). Het jaar daarop verscheen er een 2.0 liter benzinemotor met vier kleppen per cilinder (modeljaar 1992). Hetzelfde jaar lanceerde Fiat ook een 1.9 liter dieselmotor zonder turbo.

## Motoren

#### Benzine
| Type         | Motor     | Motor     | Motor                | Vermogen | Koppel | Jaartal     |
| Type         | Inhoud    | Cilinders | Brandstofvoorziening | Vermogen | Koppel | Jaartal     |
| ------------ | --------- | --------- | -------------------- | -------- | ------ | ----------- |
| 1.4 i.e.     | 1.372 cm³ | 4-in-lijn | Carburateur          | 71 pk    | 103 Nm | 1988 - 1989 |
| 1.4 i.e.     | 1.372 cm³ | 4-in-lijn | Injectie             | 69 pk    | 106 Nm | 1989 - 1995 |
| 1.6 i.e.     | 1.585 cm³ | 4-in-lijn | Injectie             | 90 pk    | 123 Nm | 1988 - 1990 |
| 1.6 i.e.     | 1.580 cm³ | 4-in-lijn | Injectie             | 78 pk    | 124 Nm | 1990 - 1993 |
| 1.6 i.e.     | 1.581 cm³ | 4-in-lijn | Injectie             | 75 pk    | 125 Nm | 1993 - 1995 |
| 1.8 i.e.     | 1.756 cm³ | 4-in-lijn | Injectie             | 105 pk   | 140 Nm | 1993 - 1995 |
| 2.0 i.e.     | 1.995 cm³ | 4-in-lijn | Injectie             | 113 pk   | 156 Nm | 1990 - 1995 |
| 2.0 i.e. 16V | 1.995 cm³ | 4-in-lijn | Injectie             | 146 pk   | 173 Nm | 1991 - 1993 |
| 2.0 i.e. 16V | 1.995 cm³ | 4-in-lijn | Injectie             | 143 pk   | 186 Nm | 1993 - 1995 |

#### Diesel
| Type   | Motor     | Motor     | Vermogen | Koppel | Jaartal     |
| Type   | Inhoud    | Cilinders | Vermogen | Koppel | Jaartal     |
| ------ | --------- | --------- | -------- | ------ | ----------- |
| 1.7 D  | 1.697 cm³ | 4-in-lijn | 57 pk    | 98 Nm  | 1988 - 1995 |
| 1.9 D  | 1.929 cm³ | 4-in-lijn | 65 pk    | 119 Nm | 1990 - 1995 |
| 1.9 TD | 1.929 cm³ | 4-in-lijn | 90 pk    | 186 Nm | 1988 - 1995 |

## Tipo (2015)
Eind 2015 werd in Nederland en België de nieuwe Fiat Tipo geïntroduceerd. Deze wordt zowel als hatchback, sedan als stationswagen geproduceerd. Het nieuwe model Fiat Tipo wordt gebouwd in Turkije bij Tofaş. De auto werd door sommige critici matig ontvangen, mede vanwege zijn functionele insteek.
In 2016 won de Tipo de AutoBest prijs voor beste prijs/kwaliteit: 'The Best Buy Car of Europe in 2016'
De Fiat Tipo is een model in de compacte middenklasse en daarmee op de Europese markt feitelijk de opvolger van de Fiat Bravo en Fiat Linea. In Turkije wordt dit model onder een andere naam op de markt gebracht, namelijk als Fiat Aegea. Twee jaar nadat de Tipo sedan in Nederland leverbaar werd heeft de Nederlandse importeur besloten deze niet langer aan te bieden. De vraag in Nederland naar de Tipo sedan was dusdanig laag dat deze sinds mei 2018 niet meer geleverd wordt.

## Motoren

#### Benzine
| Type          | Motor     | Motor     | Motor                | Vermogen | Koppel | Jaartal      |
| Type          | Inhoud    | Cilinders | Brandstofvoorziening | Vermogen | Koppel | Jaartal      |
| ------------- | --------- | --------- | -------------------- | -------- | ------ | ------------ |
| 1.4 16V       | 1.368 cm³ | 4-in-lijn | Injectie             | 95 pk    | 127 Nm | 2016 - heden |
| 1.4 16V T-Jet | 1.368 cm³ | 4-in-lijn | Injectie             | 120 pk   | 215 Nm | 2016 - heden |
| 1.6 16V       | 1.598 cm³ | 4-in-lijn | Injectie             | 110 pk   | 152 Nm | 2016 - heden |

#### Diesel
| Type         | Motor     | Motor     | Vermogen | Koppel | Jaartal      |
| Type         | Inhoud    | Cilinders | Vermogen | Koppel | Jaartal      |
| ------------ | --------- | --------- | -------- | ------ | ------------ |
| 1.3 Multijet | 1.248 cm³ | 4-in-lijn | 95 pk    | 200 Nm | 2016 - heden |
| 1.6 Multijet | 1.598 cm³ | 4-in-lijn | 120 pk   | 320 Nm | 2016 - heden |

Huidige modellen: 
124 Spider ·
500 ·
500e ·
500L ·
500X ·
600 ·
Aegea ·
Argo ·
Cronos · 
Doblò · 
Ducato ·
Fiorino ·
Fullback ·
Linea ·
Palio · 
Panda · 
Punto · 
Qubo ·
Scudo · 
Siena ·
Strada ·
Tipo · 
Ulysse
Historische modellen na de Tweede Wereldoorlog: 
124 · 
125 · 
126 · 
127 · 
128 · 
130 · 
131 · 
132 · 
133 · 
147 · 
148 · 
242 ·
500 ·
600 · 
600 Multipla · 
850 · 
1100 · 
1200 · 
1300/1500 · 
1400/1900 · 
1800/2100 · 
2300 · 
Albea ·
Argenta · 
Barchetta · 
Bianchina ·
Bravo · 
Brío · 
Campagnola · 
Cinquecento · 
Coupé · 
Croma · 
Dino · 
Duna · 
Elba ·
Fiorino ·
Freemont ·
Grande Punto ·
Idea ·
Marea · 
Marengo · 
Mod 5 · 
Multipla · 
Oggi · 
Panorama · 
Penny · 
Prêmio · 
Regata · 
Ritmo · 
Sedici ·
Seicento · 
Spazio · 
Stilo ·
Talento · 
Tempra · 
Tipo · 
Turbina · 
Uno · 
Vivace · 
X1/9
Historische modellen voor de Tweede Wereldoorlog: 
1 · 
1T · 
10 HP · 
12 HP · 
24 HP · 
2B Torpedo · 
4 HP · 
501 · 
502 · 
503 · 
505/507 · 
508 · 
509 · 
510/512 · 
514 · 
515 · 
518 · 
519 · 
520 · 
521 · 
522 · 
524 · 
525 · 
527 · 
60 HP · 
70 · 
801 · 
1100 · 
1500 · 
2800 · 
Brevetti · 
Laundolet · 
Modello O · 
Tipo 2 · 
Tipo Torpedo · 
Topolino · 
Zero